# Гійом Маркс
Гійом Маркс (фр. Guillaume Marx; нар. 24 травня 1972) — колишній французький тенісист.
Найвищу одиночну позицію світового рейтингу — 236 місце досяг 21 лютого 2000, парну — 230 місце — 27 жовтня 1997 року.

## Титули на челленджерах

### Парний розряд: (1)
| Ранг | Рік  | Турнір           | Покриття | Партнер         | Суперники                  | Рахунок  |
| ---- | ---- | ---------------- | -------- | --------------- | -------------------------- | -------- |
| 1.   | 1997 | Майорка, Іспанія | Ґрунт    | Массімо Ардінгі | Девін Бовен Тамер Ель-Саві | 6–3, 6–2 |